# Нагірне (Дубенський район)
Нагі́рне (до 1940-х років — Ульбарів Перший) — село в Україні у Варковицькій сільській громаді Дубенського району Рівненської області. Населення становить 224 осіб.

## Географія
Селом тече річка Швидівка.
7 (20) листопада 1917 року, відповідно до Третього Універсалу Української Центральної Ради, увійшло до складу Української Народної Республіки.
12 червня 2020 року, відповідно до розпорядження Кабінету Міністрів України № 722-р від «Про визначення адміністративних центрів та затвердження територій територіальних громад Рівненської області», увійшло до складу Варковицької сільської громади.
19 липня 2020 року, в результаті адміністративно-територіальної реформи та ліквідації  Дубенського (1939—2020) району, село увійшло до складу новоутвореного Дубенського району.

## Видатні люди
- Возницький Борис Григорович (1926, Ульбарів — 2012) — український мистецтвознавець, директор Львівської галереї мистецтв, академік Української академії мистецтв, Герой України.